# Airbus Helicopters H135M
L'Airbus Helicopters H135M, commercializzato fino al 2015 come Eurocopter EC635, è un elicottero multiruolo leggero biturbina prodotto da Airbus Helicopters e in precedenza da Eurocopter. È la versione militare dell'Airbus Helicopters H135 ed è pensato per svolgere missioni di trasporto, MedEvac, addestramento, ricognizione e supporto armato.

## Sviluppo

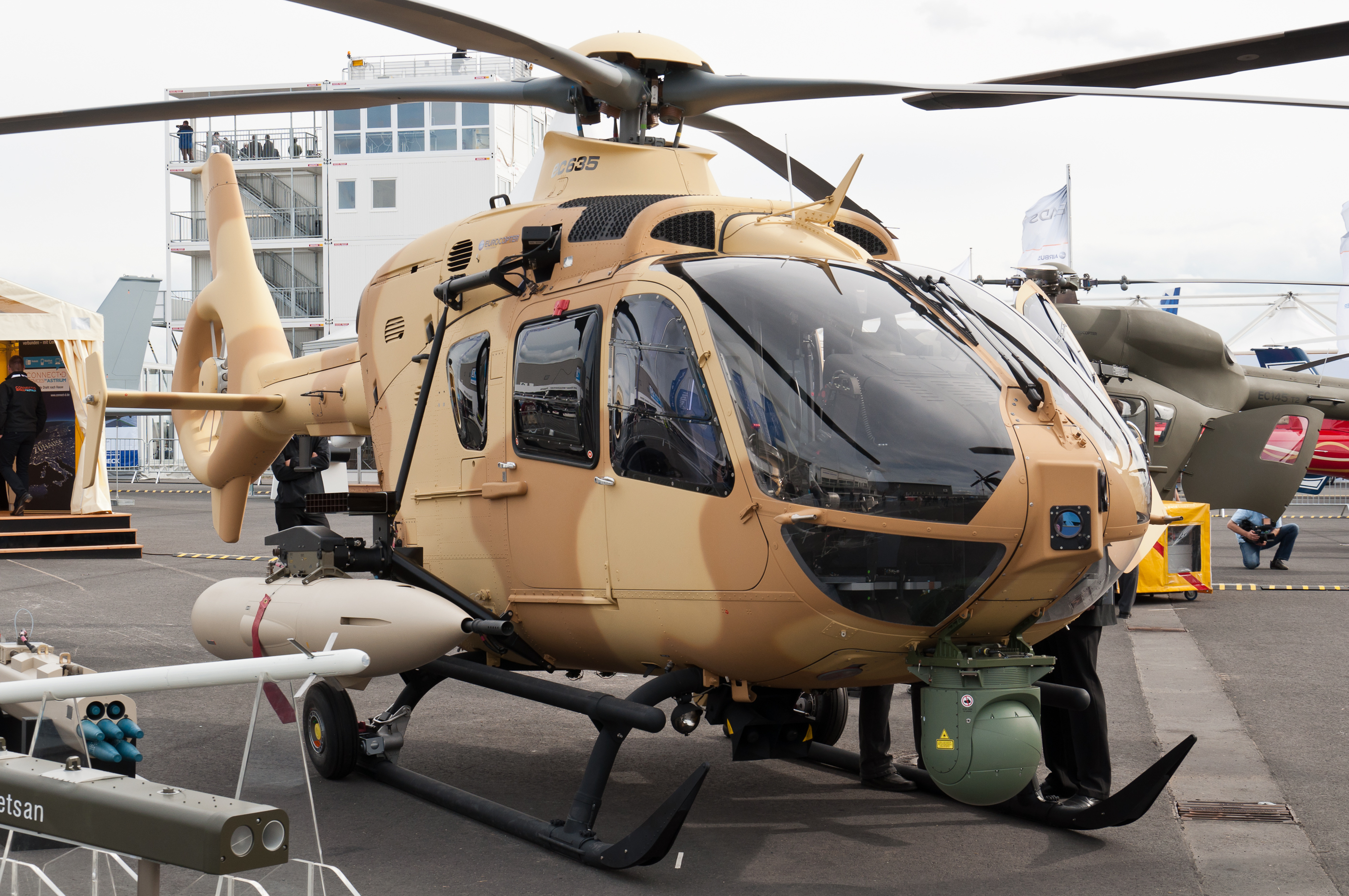
Mockup di un EC635 esposto alla Mostra internazionale dell'aeronautica e dello spazio di Berlino del 2012

L'EC635 è stato sviluppato per soddisfare la richiesta di un elicottero di supporto ed evacuazione lanciata dall'Exército Português per la creazione di un nuovo reparto aereo. L'EC635 è stato presentato nel maggio 1998 e nell'ottobre 1999 il governo portoghese ne ordinò 9 esemplari al costo complessivo di 35 milioni di euro. I primi elicotteri erano previsti in consegna tra il 2001 e il 2002 ma a causa di ritardi nella produzione il contratto venne cancellato in agosto 2002. Gli esemplari non presi in carico dal Portogallo vennero acquistati dalla Giordania in ottobre 2002, che nel 2006 acquistò 4 ulteriori EC635 T2. In aprile 2006 il governo svizzero firmò un contratto per la fornitura di 18 EC635 e 2 EC135 per sostituire gli Alouette III. I primi 4 esemplari sono stati assemblati da Eurocopter presso lo stabilimento di Donauwörth mentre i restanti 16 sono stati assemblati da RUAG; l'ultimo esemplare è stato preso in consegna a fine dicembre 2009. A marzo 2009 l'Iraq ha ordinato 24 EC635 per 360 milioni di euro in un contratto che prevede anche l'addestramento degli equipaggi e la manutenzione della flotta.

## Tecnica
L'H135M è derivato direttamente dall'H135 rinforzandone la struttura per migliorarne la resistenza e rendendo possibile l'installazione di carico bellico. Sulla sezione anteriore della cabina sono state realizzate nuove aperture per fornire ai piloti una maggiore vista dell'ambiente intorno all'aeromobile.
L'elicottero è disponibile sia con due Turbomeca Arrius 2B sia con due Pratt & Whitney Canada PW206B; entrambi i motori sono controllati tramite FADEC e tramite un sistema manuale di backup. È disponibile sia con un cockpit convenzionale sia con un glass cockpit compatibili con l'utilizzo di Night vision goggles.
Il rotore principale è composto da quattro pale realizzate in materiali compositi mentre il rotore di coda Fenestron è composto da 10 pale. L'accesso alla cabina avviene tramite due portelloni scorrevoli laterali e tramite un portellone posto sotto la trave di coda; in corrispondenza di un portellone laterale è possibile installare un verricello.

## Impiego operativo
Il 12 dicembre 2014 un EC635 iracheno è stato abbattuto da militanti dello Stato Islamico nei pressi di Samarra, provocando la morte dei due piloti. Altri due EC635 iracheni sono andati perduti nel 2015: il 22 aprile a causa di fuoco nemico e il 13 luglio a causa di un atterraggio di emergenza dopo essere stato colpito da detriti e durante il quale l'elicottero si incendiò.

## Versioni
- EC635 T1: corrispondente all'EC135 T1 con due Turbomeca Arrius 2B1/2B1A/2B1A1 da 435 kW certificata nel settembre 2003
- EC635 T2+: corrispondente all'EC135 T2+ con due Turbomeca Arrius 2B2 da 473 kW certificata nel dicembre 2006
- EC635 P2+: corrispondente all'EC135 P2+ con due PW206B2 da 498 kW certificata nel dicembre 2006
- EC635 T3: corrispondente all'EC135 T3 con due Turbomeca Arrius 2B2 da 492 kW certificata nell'ottobre 2014
- EC635 P3: corrispondente all'EC135 P3 con due PW206B3 da 528 kW certificata nel marzo 2015
- EC635 T3H: corrispondente all'EC135 T3H con due Turbomeca Arrius 2B2 certificata nel novembre 2016
- EC635 P3H: corrispondente all'EC135 P3H con due PW206B3 certificata nel novembre 2016

## Utilizzatori

### Governativi
Giordania
- Jordanian Public Security Air Wing

4 EC635T2i ricevuti, uno dei quali perso in un incidente nel 2016. I tre esemplari superstiti sono stati ceduti alla Royal Jordanian Air Force ad agosto 2024.

### Militari
Giordania
- Al-Quwwat al-Jawwiyya al-malikiyya al-Urdunniyya

9 EC635 T1 consegnati a partire dal 2003 seguiti da 4 EC635 T2 nel 2006, 7 in servizio nel 2022. Ulteriori 3 EC635T2i ex Jordanian Public Security Air Wing ricevuti ad agosto 2024.
 Iraq
- Al-Quwwat al-Barriyya al-ʿIrāqiyya

20 in servizio a fine 2021 su 24 ordinati nel 2009; uno abbattuto nel 2014 e due persi nel 2015.
 Marocco
- Aeronautica militare del Marocco

Un numero non ancora noto (forse 5) di H135M ordinati il 18 luglio 2022. Primi due esemplari consegnati il 6 settembre 2023.
 Svizzera
- Forze aeree svizzere

18 EC635 P2+ per addestramento e trasporto e altri 2 EC635 P2+ per trasporto VIP.